# Chapisirca
Chapisirca ist eine Ortschaft im Departamento Cochabamba im südamerikanischen Andenstaat Bolivien.

## Lage im Nahraum
Chapisirca liegt in der Provinz Quillacollo und ist der zweitgrößte Ort im Municipio Tiquipaya. Die Ortschaft liegt auf einer Höhe von 3756 m am rechten, östlichen Ufer des Río Chapisirca, zehn Kilometer westlich vom Südrand des Nationalparks Tunari (Parque Nacional Tunari, PNT), dessen Bergrücken bis zu 5000 m hoch aufsteigt. Chapisirca beherbergt die Bildungseinrichtung „Unidad Educativa Chapisirca“ und die Gesundheitsstation „Centro de Salud Chapisirca“.

## Geographie
Chapisirca liegt in einem der Hochtäler der bolivianischen Cordillera Oriental auf halbem Wege zwischen Altiplano und Chapare-Tiefland. Das Klima ist kühlgemäßigt und ein typisches Tageszeitenklima, bei dem die mittleren Temperaturschwankungen zwischen Tag und Nacht stärker ausfallen als zwischen der kalten und warmen Jahreszeit.
Die Jahresdurchschnittstemperatur der Region beträgt knapp 7 °C (siehe Klimadiagramm Colomi), die Monatswerte schwanken dabei nur unwesentlich zwischen 4 °C im Juni/Juli und knapp 10 °C im November. Der Jahresniederschlag beträgt rund 550 mm, bei einer ausgeprägten Trockenzeit von Mai bis September mit Monatsniederschlägen unter 15 mm und einer kurzen Feuchtezeit von Dezember bis Februar mit 90 bis 120 mm Monatsniederschlag.

## Verkehrsnetz
Chapisirca liegt in einer Entfernung von 59 Straßenkilometern nördlich der Stadt Cochabamba, der Hauptstadt des Departamentos.
Von Cochabamba aus in Richtung Nordwesten erreicht man Tiquipaya nach elf Kilometern. Von dort windet sich eine Landstraße in nördlicher Richtung bis auf eine Höhe von 4050 m und führt in zuerst nördlicher und später als Gemeindestraße Ruta 4101 in östlicher Richtung bis nach Chapisirca.

## Bevölkerung
Die Einwohnerzahl der Ortschaft ist in dem Jahrzehnt zwischen den beiden letzten Volkszählungen um etwa ein Sechstel zurückgegangen:
| Jahr | Einwohner         | Quelle       |
| ---- | ----------------- | ------------ |
| 1992 | keine Detaildaten | Volkszählung |
| 2001 | 664               | Volkszählung |
| 2012 | 562               | Volkszählung |
| 2024 |                   | Volkszählung |

Die Region weist einen hohen Anteil an Quechua-Bevölkerung auf. Im Municipio Tiquipaya sprechen 58,1 Prozent der Bevölkerung Quechua.